# 시엔토 디아스 파라 에나모라르노스
《시엔토 디아스 파라 에나모라르노스》(스페인어: 100 días para enamorarnos)은 2020년 방영된 미국의 텔레노벨라이다.